# United Rentals Work United 500
De United Rentals Work United 500 is een race uit de NASCAR Cup Series. De wedstrijd wordt in het voorjaar gehouden op de Phoenix International Raceway in Avondale over een afstand van 312 mijl of 502 km. De eerste editie werd gehouden in 2005 en werd gewonnen door Kurt Busch. In het najaar wordt op hetzelfde circuit de Kobalt Tools 500 gehouden.

## Namen van de race
- Subway Fresh 500 (2005-06)
- Subway Fresh Fit 500 (2007-09)
- Subway Fresh Fit 600 (2010)
- Subway Fresh Fit 500 (2011-13)
- The Profit on CNBC 500 (2014)
- CampingWorld.com 500 (2015)
- Good Sam 500 (2016-17)

## Winnaars
| Jaar                   | Winnaar          | Auto             |
| Subway Fresh 500       | Subway Fresh 500 | Subway Fresh 500 |
| ---------------------- | ---------------- | ---------------- |
| 2005                   | Kurt Busch       | Ford             |
| 2006                   | Kevin Harvick    | Chevrolet        |
| Subway Fresh Fit 500   |                  |                  |
| 2007                   | Jeff Gordon      | Chevrolet        |
| 2008                   | Jimmie Johnson   | Chevrolet        |
| 2009                   | Mark Martin      | Chevrolet        |
| Subway Fresh Fit 600   |                  |                  |
| 2010                   | Ryan Newman      | Chevrolet        |
| Subway Fresh Fit 500   |                  |                  |
| 2011                   | Jeff Gordon      | Chevrolet        |
| 2012                   | Denny Hamlin     | Toyota           |
| 2013                   | Carl Edwards     | Ford             |
| The Profit on CNBC 500 |                  |                  |
| 2014                   | Kevin Harvick    | Chevrolet        |
| CampingWorld.com 500   |                  |                  |
| 2015                   | Kevin Harvick    | Chevrolet        |
| Good Sam 500           |                  |                  |
| 2016                   | Kevin Harvick    | Chevrolet        |

Huidige races:
Can-Am Duel ·
Daytona 500 ·
Subway Fresh Fit 500 ·
Kobalt Tools 400 ·
Food City 500 ·
Auto Club 400 ·
STP Gas Booster 500 ·
NRA 500 ·
Aaron's 499 ·
Toyota Owners 400 ·
Bojangles' Southern 500 ·
FedEx 400 ·
Coca-Cola 600 ·
STP 400 ·
Pocono 400 ·
Quicken Loans 400 ·
Toyota/Save Mart 350 ·
Coke Zero 400 ·
Quaker State 400 ·
Camping World RV Sales 301 ·
Brickyard 400 ·
Gobowling.com 400 ·
Cheez-It 355 at The Glen ·
Pure Michigan 400 ·
Irwin Tools Night Race ·
AdvoCare 500 (Atlanta Motor Speedway) ·
Federated Auto Parts 400 ·
Geico 400 ·
Sylvania 300 ·
AAA 400 ·
Hollywood Casino 400 ·
Bank of America 500 ·
Camping World RV Sales 500 ·
Goody's Headache Relief Shot 500 ·
AAA Texas 500 ·
AdvoCare 500 (Phoenix International Raceway) ·
Ford EcoBoost 400

Voormalige races:

Buddy Shuman 276 ·
Budweiser 400 ·
Budweiser NASCAR 400 ·
Columbia 200 ·
Coors 420 ·
First Union 400 ·
Greenville 200 ·
Hickory 276 ·
Kobalt Tools 500 (Atlanta Motor Speedway) ·
Los Angeles Times 500 ·
Mountain Dew Southern 500 ·
Northern 300 ·
Pepsi 420 ·
Pepsi Max 400 ·
Pickens 200 ·
Pop Secret Microwave Popcorn 400 ·
Sandlapper 200 ·
Subway 400 ·
Tyson Holly Farms 400 ·
Winston Western 500